# Tambon
Un tambon, in lingua thai ตำบล, è la suddivisione territoriale di terzo livello della Thailandia, corrispondente a quella del sottodistretto. Costituisce l'articolazione interna di ciascun distretto, in thai อำเภอ, nel Sistema Generale Reale Thai di Trascrizione (RTGS) amphoe. Gli amphoe sono le unità amministrative in cui è suddivisa la provincia (in thai จังหวัด, nel RTGS changwat). A loro volta i tambon si suddividono in villaggi (thai: หมู่บ้าน, RTGS: muban). A tutto il 2008, il numero totale dei tambon nel paese era di 7255, che non includeva i 169 sotto-distretti di Bangkok, chiamati invece khwaeng. Con la legge di riforma metropolitana del 1972, la capitale ha ottenuto uno status amministrativo speciale e anche ai suoi distretti è stato cambiato il nome, khet anziché amphoe. Il numero di tambon per ogni amphoe varia a seconda delle dimensioni e della popolazione dello stesso amphoe.

## Struttura interna
Il governo del sottodistretto è affidato, in seguito al Decreto sui Consigli di Tambon e sulle Autorità Amministrative dei Tambon del 1994 e successive modifiche, all'Organizzazione Amministrativa del Tambon. Si tratta di un consiglio con a capo un presidente eletto (thai: กำนัน, RTGS: Kamnan) che viene scelto tra i vari capi villaggio (thai: ผู้ใหญ่บ้าน, RTGS: Phu Yai Ban). A tale consiglio partecipano due rappresentanti di ognuno dei muban che fanno parte del sottodistretto, eletti dalla popolazione, e un segretario permanente nominato dal Ministero dell'Interno.  L'Organizzazione Amministrativa del Tambon si compone di un Consiglio che opera in qualità di Parlamento, a cui partecipano tutti i membri, e un Comitato Esecutivo composto da tre dei membri. Il Consiglio si riunisce una volta al mese, mentre i membri del Comitato Esecutivo lavorano part-time, con funzioni di controllo sugli impiegati del tambon.

## Funzioni
Malgrado il Consiglio di Tambon sia l'ultimo anello della catena dell'amministrazione del paese, nel quadro degli sforzi di decentramento operati dal governo centrale nell'ultimo ventennio, sono sempre di più le responsabilità che gli vengono affidate, specialmente nelle aree rurali. Le funzioni principali del Consiglio di Tambon, secondo il manuale distribuito dal Dipartimento delle Amministrazioni Locali del Ministero dell'Interno, sono le seguenti:
- costruzione e manutenzione delle infrastrutture di trasporto;
- gestione e smaltimento dei rifiuti e della pulizia delle aree pubbliche;
- prevenzione delle epidemie;
- controllo della salute pubblica;
- promozione dell'istruzione, della religione e della cultura;
- promozione del miglioramento delle condizioni di vita di donne, bambini, giovani, anziani e portatori di handicap;
- protezione e preservazione ambientale;
- svolgimento di eventuali incarichi assegnati da organismi governativi superiori.

Oltre a questi compiti, ad alcuni tambon vengono assegnate anche le seguenti funzioni:
- gestione del sistema idrico;
- gestione dell'energia elettrica;
- costruzione e manutenzione del sistema fognario;
- manutenzione dei parchi pubblici e dei luoghi di ritrovo.

Il Consiglio di Tambon è soggetto alla supervisione, al controllo e all'approvazione da parte del Consiglio Provinciale e del Consiglio dell'Amphoe, che a loro volta rispondono del proprio operato al Ministero dell'Interno.
Se il tambon fa parte di una municipalità (thai: เทศบาล, RTGS: thesaban), il Consiglio di Tambon svolge meno funzioni ed è maggiormente subordinato al Consiglio dell'Amphoe e al Consiglio Provinciale. In questo caso, anziché essere suddiviso in villaggi (muban), può essere suddiviso in comunità (thai: ชุมชน, RTGS: chumchon)

## Classificazione
I tambon sono suddivisi in 3 categorie, a seconda delle loro entrate annue:
- classe 1, con entrate superiori ai 20 milioni di baht, ai quali viene assicurato un contributo statale annuo di 10 milioni di baht;
- classe 2, con entrate comprese tra i 12 e i 20 milioni di baht, per i quali il contributo statale annuo è compreso tra gli 1,3 e 1,8 milioni di baht;
- classe 3, con entrate inferiori a 12 milioni di baht, per i quali il contributo statale annuo è compreso tra gli 1,3 e 1,8 milioni di baht.

I tambon di classe 1 e 2, più economicamente indipendenti, sono rari e comprendono circa l'1,2% del totale dei tambon.

## Un tambon un prodotto
Nel 2001, l'allora primo ministro thailandese Thaksin Shinawatra promosse una campagna chiamata Un tambon un prodotto, secondo la quale ogni tambon doveva essere concentrato sulla manifattura, promozione e modernizzazione di un'unica tipologia di prodotto, da vendersi poi in un grande magazzino situato nel capoluogo di provincia.